# Gridley
Pour les articles homonymes, voir Gridley (homonymie).
Gridley est une municipalité située dans le comté de Butte, en Californie. Sa population était de 6 584 habitants selon le recensement de 2010 et sa superficie de 4,1 km2.

## Démographie
| 1880 | 1890 | 1910 | 1920  | 1930  | 1940  |
| ---- | ---- | ---- | ----- | ----- | ----- |
| 352  | 686  | 987  | 1 636 | 1 941 | 2 338 |

| 1950  | 1960  | 1970  | 1980  | 1990  | 2000  |
| ----- | ----- | ----- | ----- | ----- | ----- |
| 3 054 | 3 343 | 3 534 | 3 982 | 4 631 | 5 382 |

| 2010  | - | - | - | - | - |
| ----- | - | - | - | - | - |
| 6 584 | - | - | - | - | - |